# بنك اقتصاد نوين
بنك اقتصاد نوين (بالفارسية: بانک اقتصاد نوین) ( أو. «بنك الاقتصاد الحديث») هو أول بنك في إيران الذي أسسته عائلة اغتساد يقوم بأعمال تجزئة، الأعمال التجارية والخدمات المصرفية الاستثمارية في ايران . تأسست الشركة عام 2000 كجزء من خصخصة الحكومة للنظام المصرفي.
أثناء تأسيسه في طهران، يعمل البنك في جميع أنحاء البلاد مع 5317 موظفًا، و1200 جهاز صراف آلي و310 فروع في جميع أنحاء منطقة الخليج العربي.
هو أول بنك في إيران،. مدرجة في بورصة طهران وأدرجت كواحدة من أكبر 200 شركة إيرانية. ومع ذلك، تم سحبها من بورصة طهران في أواخر عام 2015 حيث تمت خصخصتها بالكامل من قبل عائلة اغتساد. حصل البنك أيضًا على جائزة أفضل بنك إيراني في مجلة يوروموني عام 2010.

## روابط خارجية
- موقع الشركة